# Edmond Tapsoba
Edmond Fayçal Tapsoba (ur. 2 lutego 1999 w Wagadugu) – burkiński piłkarz występujący na pozycji środkowego obrońcy w niemieckim klubie Bayer 04 Leverkusen oraz w reprezentacji Burkiny Faso.

## Kariera klubowa
Edmond Tapsoba przygodę z piłką rozpoczynał w klubach z Wagadugu. Grał w Salitas FC i US Ouagadougou. W 2017 roku wyjechał do Portugalii. W 2018 trafił do juniorskiej drużyny Vitória Guimarães. 18 sierpnia 2019 zadebiutował w dorosłej drużynie w ligowym starciu z Boavistą.
31 stycznia 2020 roku przeniósł się do Bayeru Leverkusen. Klub zapłacił za niego 18 mln. €, a Tapsoba stał się tym samym najdroższym piłkarzem w historii Burkiny Faso.

## Kariera reprezentacyjna
Edmond Tapsoba w reprezentacji Burkiny Faso zadebiutował 24 sierpnia 2016 roku w towarzyskim meczu z Uzbekistanem.

## Statystyki

### Klubowe
| Sezon   | Klub                 | Kraj       | Rozgrywki  | Mecze | Gole |
| ------- | -------------------- | ---------- | ---------- | ----- | ---- |
| 2018/19 | Vitória Guimarães II | Portugalia | LigaPro    | 30    | 7    |
| 2019/20 | Vitória Guimarães    | Portugalia | LigaPro    | 16    | 4    |
| 2019/20 | Bayer 04 Leverkusen  | Niemcy     | Bundesliga | 14    | 0    |

### Reprezentacyjne
| Burkina Faso | Burkina Faso | Burkina Faso |
| Rok          | Występy      | Gole         |
| ------------ | ------------ | ------------ |
| 2016         | 1            | 0            |
| 2017         | 2            | 0            |
| 2018         | 0            | 0            |
| 2019         | 5            | 0            |